# Лихачов
Лихачо́в (укр. Лихачів) — село в Носовском районе Черниговской области Украины. Население 751 человека. Занимает площадь 6,7 км².
Код КОАТУУ: 7423882501. Почтовый индекс: 17111. Телефонный код: +380 4642.

## Власть
Орган местного самоуправления — Лихачовский сельский совет. Почтовый адрес: 17111, Черниговская обл., Носовский р-н, с. Лихачов, ул. Шевченко, 4.